# Allison Mack
Allison Christin Mack (Preetz, Alemanya Occidental, 29 de juliol de 1982) és una actriu estatunidenca coneguda pels seus papers com Chloe Sullivan a la sèrie Smallville de WB/CW i com a Amanda a la sèrie de FX, Wilfred. Va ser arrestada a Brooklyn per l'FBI el 20 d'abril de 2018, acusada de tràfic sexual, conspiració per al tràfic sexual i conspiració per treballs forçats en relació amb el seu paper a l'organització NXIVM. Mack es va declarar culpable de càrrecs de racketeering, és a dir, crim organitzat, a l'abril de 2019 i està pendent de sentència.

## Primers anys
Mack va néixer el 29 de juliol de 1982 a Preetz, Alemanya Occidental, filla de Jonathan, cantant d'òpera, i Mindy Mack. Els seus pares nord-americans eren a Alemanya en el moment del seu naixement perquè Jonathan hi actuava; i van continuar vivint a Alemanya durant dos anys.

## Trajectòria

### Primeres actuacions
La família de Mack va viure a Alemanya durant dos anys i, després de traslladar-se a Califòrnia, el primer treball de Mack va ser per a una empresa alemanya de xocolata en una sèrie d'anuncis impresos i anuncis publicitaris. Mack va recordar que el seu "primer treball era un anunci de xocolata alemanya i que estava tot en alemany ... No em permetien empassar-me la xocolata. Faria un mos i després al final de cada presa per escopir-ho. Va ser molt frustrant, sobretot per a una nena". Després va començar a fer de model durant un breu període, i més tard va començar a estudiar al Young Actors Space de Los Angeles als set anys.
El primer paper televisiu important de Mack va ser un episodi de la sèrie de WB, 7th Heaven, en què va guanyar l'atenció interpretant a una adolescent que es va autolesionar. Al 2000, va coprotagonitzar la sèrie de curta durada Opposite Sex. Els seus crèdits cinematogràfics inclouen papers en el debut com a director d'Eric Stoltz, My Horrible Year! fent el paper d'una noia que té grans dificultats a la seva vida quan compleix els 16 anys. També va aparèixer a Camp Nowhere i a la pel·lícula de Disney, Honey, We Shrunk Ourselves.

### Smallville(2001-2011)

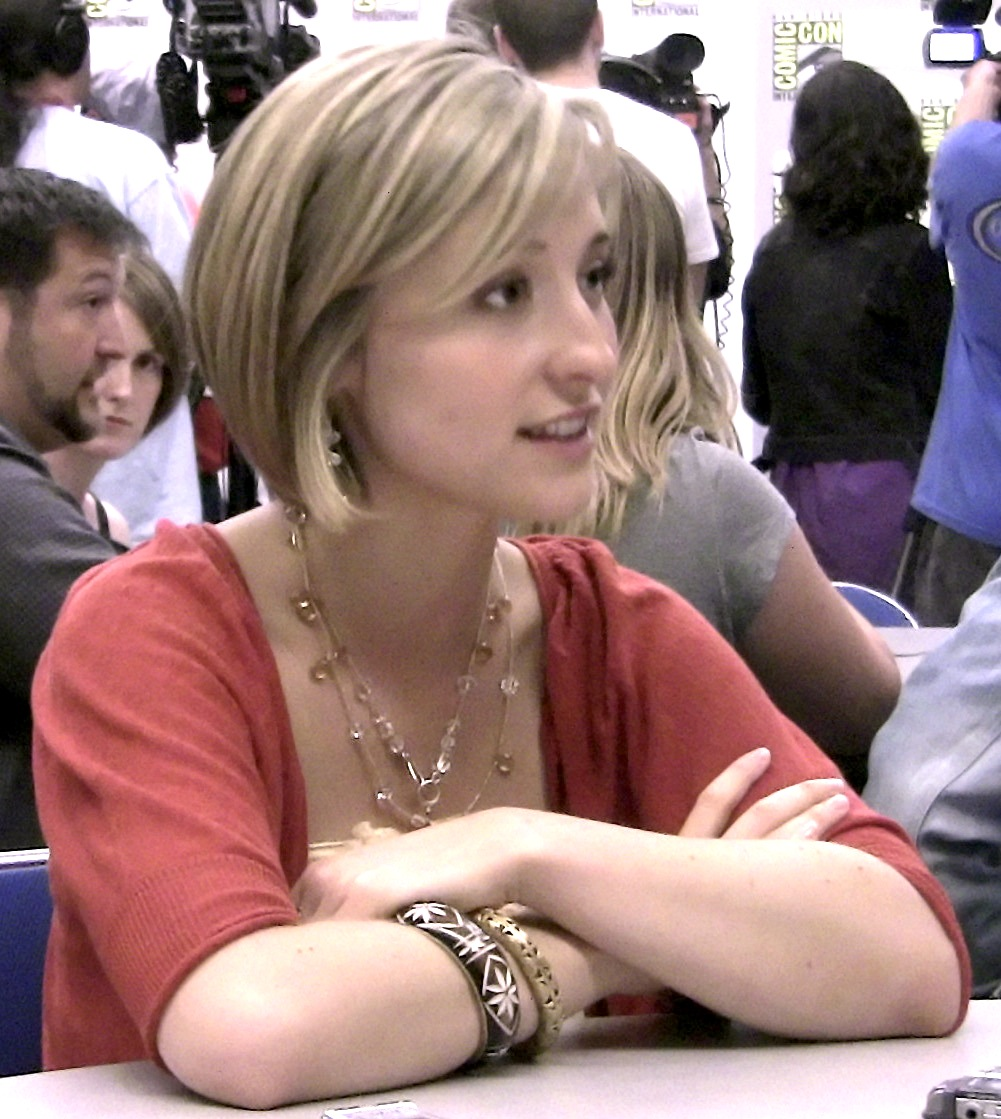
Mack a la Convenció Internacional de Còmics de San Diego del 2009.

A l'octubre del 2001, Mack va començar a actuar com Chloe Sullivan, una de les millors amigues de Clark Kent, a la sèrie d'èxit Smallville de WB/CW. Chloe, un personatge original creat per a l'espectacle, va ser finalment introduït a DC Comics el 2010. Mack va obtenir diversos premis i nominacions per la seva interpretació de Chloe, inclòs el Teen Choice Award al millor acompanyant al 2006 i el 2007. Va aparèixer com a rol regular de la sèrie durant nou temporades i va tornar com a membre del repartiment principal intermitent a la desena temporada, incloent el final de la sèrie en dues parts. Des del 2003 fins al 2004, el personatge de Mack va aparèixer a la seva pròpia minisèrie, Smallville: Chloe Chronicles, i al 2006, a Smallville: Vengeance Chronicles. Al novembre de 2008, Mack va fer el seu debut com a directora a l'episodi 13 de la temporada 8 de Smallville titulat "Power", que es va emetre el 29 de gener de 2009.
Al 2002 va fer un parell d'aparicions juntament amb el seu company de repartiment de Smallville, Sam Jones III a la minisèrie The Nightmare Room de R. L. Stine. Al 2006, Mack va donar veu a la germana del personatge principal de la pel·lícula animada de Warner Bros., CG, The Ant Bully. Aquell mateix any, va donar veu a Clea, restauradora de museus, en un episodi de The Batman. Afegint al seu currículum de Superman, va prestar la seva veu per al llargmetratge d'animació de Power Girl a la Warner Premiere, Superman/Batman: Public Enemies, al setembre de 2009. Des del maig del 2009, Mack forma part d'un projecte amb la Iris Theatre Company.

### Després deSmallville
El març de 2012, Mack va formar part d'un repartiment en un paper recurrent a la segona temporada de la sitcom de FX, Wilfred. Va interpretar a Amanda, l'interès amorós del protagonista interpretat per Elijah Wood, Ryan. Mack va tornar a Wilfred per a un episodi de la quarta i última temporada. L'any 2014, Mack va actuar com una policia anomenada Hilary en un episodi del thriller de la Fox, The Following. El 21 de març de 2015, va tuitejar que apareixeria a American Odyssey com a Julia, que es fa amiga de Suzanne, la filla del personatge principal d'Anna Friel, la sargent Odelle Ballard.

## Vida personal
Mack va tenir una relació a llarg termini amb l'actor Chad Krowchuk durant la dècada del 2000. Mack es va casar amb l'actriu Nicki Clyne el febrer de 2017. Es va suposar que el matrimoni va ser una farsa per evitar les lleis d'immigració dels Estats Units i només es va fer públic un any després durant els procediments legals sobre els càrrecs de conspiració i extorsió com a part de la seva implicació amb NXIVM. També es va al·legar que Mack, juntament amb un altre antic membre de la NXIVM, Lauren Salzman, eren les parelles sexuals del fundador de NXIVM, Keith Raniere.
Es va informar el setembre de 2020 que Mack havia assistit a classes a la Universitat de Califòrnia a Berkeley. L'11 de desembre de 2020, Mack va sol·licitar el divorci amb Clyne.

## NXIVM i processament penal
Al 2010, es va informar que Mack va ser reclutada al capítol de Vancouver de l'organització de màrqueting multinivell NXIVM, juntament amb la seva co-estrella de Smallville, Kristin Kreuk. En un article de Forbes del 2003, els defensors de NXIVM el van retratar com una organització centrada en el coaching executiu inspirador, "com un MBA pràctic", mentre que els detractors van acusar el fundador Keith Raniere de dirigir "un programa similar al culte dirigit a descompondre psicològicament els seus súbdits". El grup tenia una pràctica de marcatge de les seves víctimes, que va ser creada per primera vegada per Mack.
L'ex-membre del NXIVM, Sarah Edmondson, va declarar en una exposició del 2017 al New York Times i un especial d'A&E del 2018 sobre cultes on Mack la va reclutar en un enclavament del NXIVM, "Dominus Obsequious Sororium" (DOS), i que havia estat marcada en una cerimònia d'iniciació a la casa de Mack, sota la supervisió d'aquesta. En una entrevista amb The New York Times, Mack va assumir la responsabilitat d'haver introduït el ritual de marcatge al grup DOS. Algunes dones havien estat marcades amb les inicials de Mack (AM) a més de les inicials de Raniere (KR).
Mack va ser arrestada a Brooklyn per l'FBI el 20 d'abril de 2018, acusada de tràfic sexual, conspiració per al tràfic sexual i conspiració per treballs forçats. Durant els seus processos judicials, els fiscals també van acusar-la d'haver-se casat amb Nicki Clyne per ajudar a Clyne a eludir les lleis d'immigració dels Estats Units. Segons els fiscals, després de reclutar dones per unir-se a l'organització, va utilitzar tàctiques com el xantatge per obligar-les a practicar activitats sexuals amb Raniere contra els seus desitjos i les va esclavitzar per fer tasques menors, per les quals Raniere suposadament va pagar a Mack. Es diu que Mack és la segona en cap de NXIVM després de Raniere.
El 24 d'abril de 2018, Mack va ser posada en llibertat amb una fiança de 5 milions de dòlars i detinguda sota arrest domiciliari sota la custòdia dels seus pares a Califòrnia. Va ser acusada de reclutar dones a "DOS" o "The Vow", un culte sexual propagat per NXIVM que es presentava com un grup d'autoajuda de dones. Si eren condemnats per tots els càrrecs, Mack i Raniere haurien de ser empresonats durant un mínim de 15 anys. El març de 2019, es va revelar al jutjat que Mack i els altres acusats del cas estaven en "negociacions actives de reclamació", ja que Raniere va comparèixer al jutjat per declarar-se innocent en els càrrecs de pornografia infantil relacionats amb el cas. El 8 d'abril de 2019, Mack es va declarar culpable de conspiració i acusacions d'extorsió i va ser sentenciada el setembre de 2019. El tribunal va ajornar la sentència per concedir el temps suficient per dur a terme investigacions prèvies a la sentència.
Al 2019, Catherine Oxenberg va produir la pel·lícula de televisió Lifetime Escaping the NXIVM Cult: A Mother's Fight to Save Her Daughter amb l'actriu Sara Fletcher com a Mack.
El 27 d'octubre de 2020, Raniere va ser condemnat a 120 anys de presó.

## Filmografia
| Any  | Títol                                  | Paper           | Notes        |
| ---- | -------------------------------------- | --------------- | ------------ |
| 1989 | Boja acadèmia de policia 6             | Nena petita     |              |
| 1993 | Night Eyes 3                           | Natalie         |              |
| 1994 | Camp Nowhere                           | Heather         |              |
| 1995 | No Dessert, Dad, till You Mow the Lawn | Monica Cochran  |              |
| 1997 | Honey, We Shrunk Ourselves             | Jenny Szalinski |              |
| 2006 | The Ant Bully                          | Tiffany Nickle  | Només veu    |
| 2008 | Alice & Huck                           | Alice           | Curtmetratge |
| 2009 | You                                    | Quincey         |              |
| 2009 | Superman/Batman: Public Enemies        | Power Girl      | Només veu    |
| 2010 | Frog                                   | Ella            | Curtmetratge |
| 2010 | Purgatory                              | Dona            | Curtmetratge |
| 2011 | Marilyn                                | Marilyn         |              |
| 2011 | Blink                                  | Productora      | Curtmetratge |

| Any        | Títol                                         | Paper                 | Notes                                                                           |
| ---------- | --------------------------------------------- | --------------------- | ------------------------------------------------------------------------------- |
| 1989       | I Know My First Name Is Steven                | Nettie                | Telefilm                                                                        |
| 1990       | Shangri-La Plaza                              | Jenny                 | Episodi: "Pilot"                                                                |
| 1990       | Empty Nest                                    | Gloria                | Episodi: "There's No Accounting"                                                |
| 1991       | Switched at Birth                             | Normia Twigg          | Telefilm                                                                        |
| 1991       | Living a Lie                                  | Stella                | Telefilm                                                                        |
| 1992       | The Perfect Bride                             | Petita Stephanie      | Telefilm                                                                        |
| 1992       | A Private Matter                              | Terri Finkbine        | Telefilm                                                                        |
| 1992       | A Message from Holly                          | Ida                   | Telefilm                                                                        |
| 1993       | Evening Shade                                 | Julia                 | Paper recurrent, 2 Episodis: - "The Diary of Molly Newton" - "The Dance"        |
| 1993       | Desperate Justice, A Mother's Revenge         | Wendy Sanders         | Telefilm                                                                        |
| 1995       | Dad, the Angel & Me                           | Andrea                | Telefilm                                                                        |
| 1995       | Sweet Justice                                 | Jessica               | Episodi: "Broken Ties"                                                          |
| 1996       | Stolen Memories: Secrets from the Rose Garden | Katie                 | Telefilm                                                                        |
| 1996       | The Care and Handling of Roses                | Bess Townsend         | Telefilm                                                                        |
| 1996       | Unlikely Angel                                | Sarah Bartilson       | Telefilm                                                                        |
| 1997       | Hiller and Diller                             | Brooke                | Sèrie de televisió                                                              |
| 1998       | 7th Heaven                                    | Nicole Jacob          | Episodi: "Cutters"                                                              |
| 1999       | Providence                                    | Alicia                | Episodi: "Good Fellows"                                                         |
| 2000       | Opposite Sex                                  | Kate Jacobs           | Paper recurrent, 8 episodis                                                     |
| 2001       | Kate Brasher                                  | Georgia               | Episodi: "Georgia"                                                              |
| 2001       | My Horrible Year!                             | Nicola 'Nik' Faulkner | Telefilm                                                                        |
| 2001–2011  | Smallville                                    | Chloe Sullivan        | Paper regular, 204 episodis                                                     |
| 2002       | The Nightmare Room                            | Charlotte Scott       | Paper recurrent Episodis - "Camp Nowhere, Part 1" - "Camp Nowhere, Part 2"      |
| 2006       | The Batman                                    | Clea                  | - Episodi: "The Everywhere Man" - Només veu                                     |
| 2012; 2014 | Wilfred                                       | Amanda                | Paper recurrent                                                                 |
| 2015       | The Following                                 | Hilary                | Paper de convidada                                                              |
| 2015       | American Odyssey                              | Julia                 | Paper de convidada                                                              |
| 2017       | Perduts a Oz                                  | Evelyn                | Paper recurrent, només veu (temporada 1) El crèdit es va eliminar posteriorment |

| Any       | Títol                            | Paper          | Notes      |
| --------- | -------------------------------- | -------------- | ---------- |
| 2003–2004 | Smallville: Chloe Chronicles     | Chloe Sullivan | 8 episodis |
| 2006      | Smallville: Vengeance Chronicles | Chloe Sullivan | 6 episodis |
| 2010      | Riese: Kingdom Falling           | Marlise        | 3 episodis |
| 2010      | Dirty Little Secret              | Lauren Belle   | Només veu  |

| Any       | Títol      | Episodis              | Notes      |
| --------- | ---------- | --------------------- | ---------- |
| 2009–2010 | Smallville | - "Power" - "Warrior" | 2 episodis |

## Premis i nominacions
| Any  | Premi             | Categoria                                                                                     | Obra       | Resultats |
| ---- | ----------------- | --------------------------------------------------------------------------------------------- | ---------- | --------- |
| 2002 | Teen Choice Award | 2002 Teen Choice Awards#Television, Best Sidekick in a TV Series                              | Smallville | Nominat   |
| 2003 | Teen Choice Award | Best Sidekick in a TV Series                                                                  | Smallville | Nominat   |
| 2004 | Teen Choice Award | Best Sidekick in a TV Series                                                                  | Smallville | Nominat   |
| 2005 | Saturn Award      | Saturn Award for Best Supporting Actress on Television, Best Supporting Actress on Television | Smallville | Nominat   |
| 2005 | Teen Choice Award | Best Sidekick in a TV Series                                                                  | Smallville | Nominat   |
| 2006 | Teen Choice Award | Best Sidekick in a TV Series                                                                  | Smallville | Guanyador |
| 2006 | Saturn Award      | Best Supporting Actress on Television                                                         | Smallville | Nominat   |
| 2007 | Teen Choice Award | 2007 Teen Choice Awards, Best Sidekick in a TV Series                                         | Smallville | Guanyador |
| 2008 | SyFy Genre Award  | Best Supporting Actress                                                                       | Smallville | Guanyador |
| 2009 | Teen Choice Award | 2009 Teen Choice Awards, Best Sidekick in a TV Series                                         | Smallville | Nominat   |